# Sanguinaccio dolce

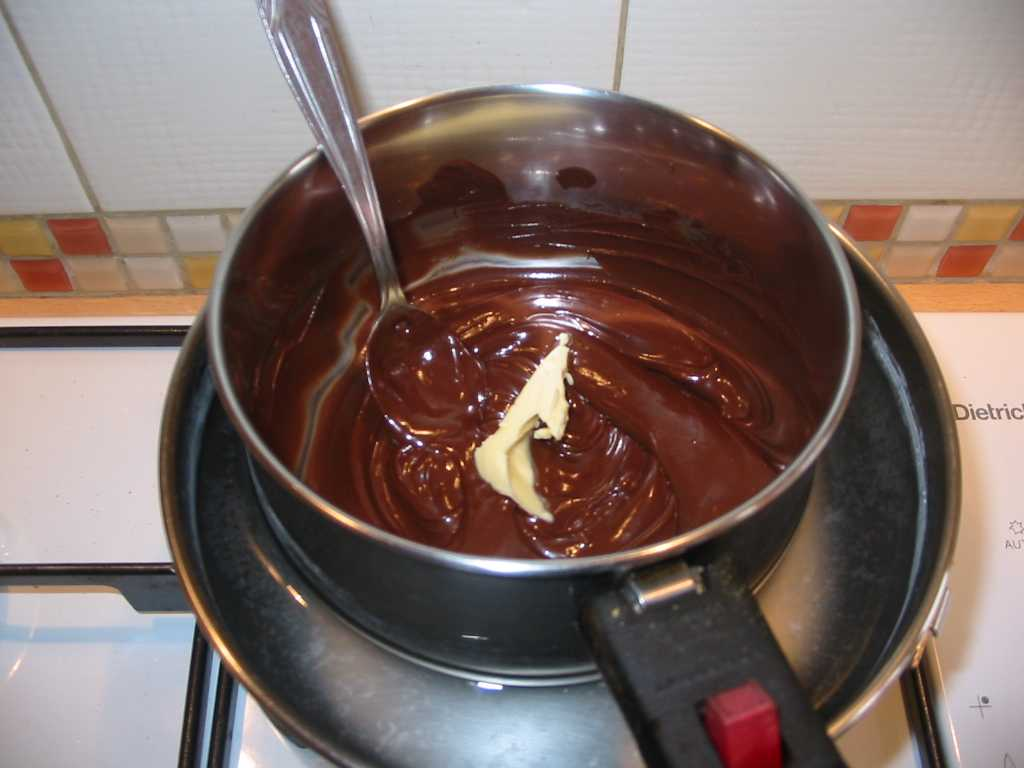
Preparazione del sanguinaccio

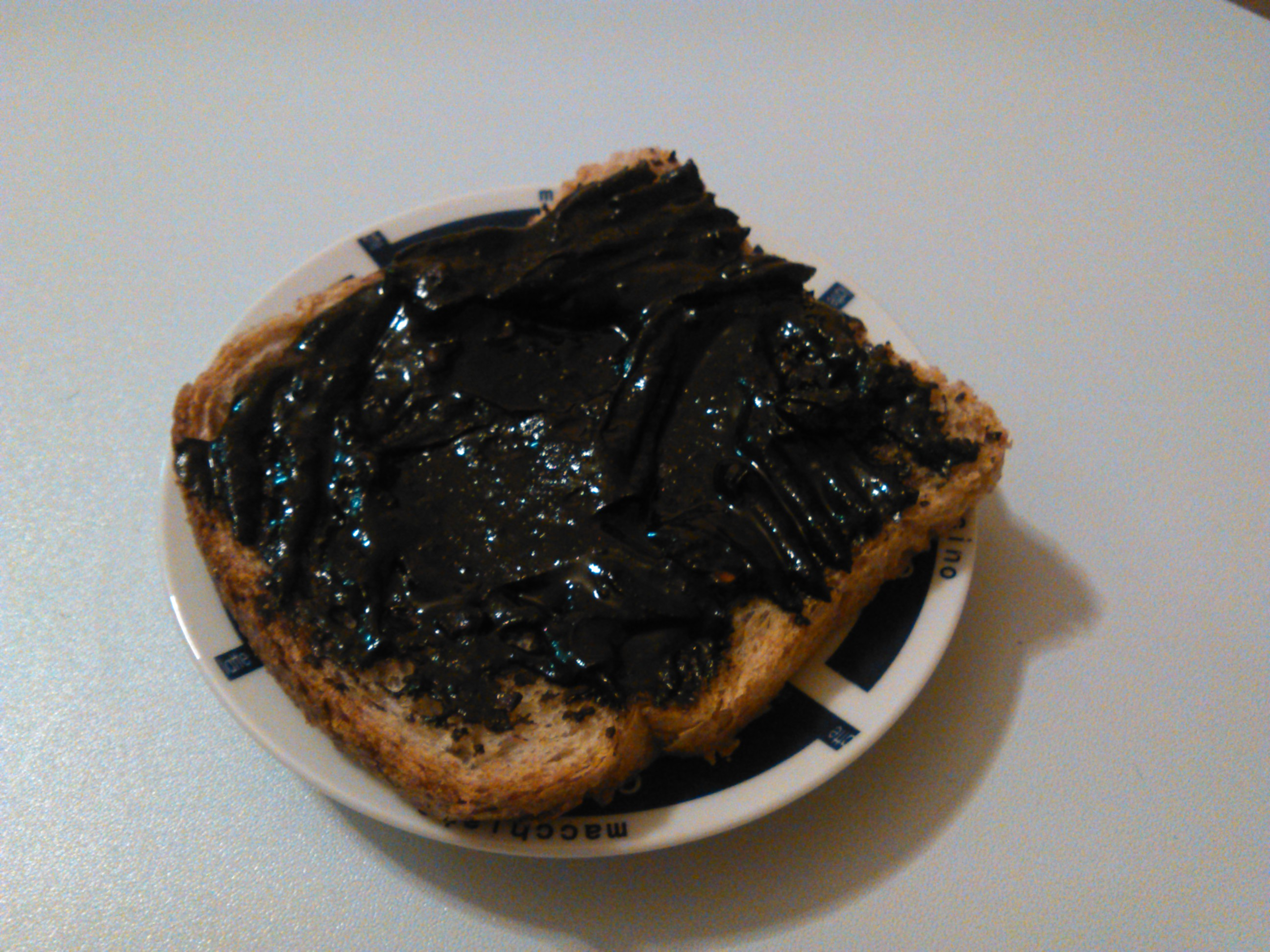
Sanguinaccio calabrese con mosto cotto d'uva, sangue fresco di maiale, noci e cannella.

Il sanguinaccio è una crema dolce a base di cioccolato fondente amaro e sangue di maiale , riconosciuto prodotto agroalimentare tradizionale in diverse regioni italiane. Viene tradizionalmente preparata nel periodo di Carnevale, insieme ad altri dolci caratteristici come le chiacchiere. Nell'alta val Tiberina in Umbria prende il nome di meaccio.
In Romagna è tradizionale un dolce simile al sanguinaccio chiamato migliaccio. Ancora diverso è il migliaccio pistoiese.  
Il sanguinaccio tradizionalmente era aromatizzato con sangue fresco di maiale, che gli forniva un caratteristico retrogusto acidulo, ma la vendita al pubblico del sangue di maiale è stata vietata per motivi sanitari nel 1992

## Preparazione
Il sanguinaccio dolce è un tipico dolce invernale, storicamente legato alla preparazione delle conserve di maiale come salumi e prosciutti.
Dopo l'uccisione del maiale si preleva il sangue caldo che defluisce dalla carotide in un recipiente largo. Si mescola continuamente il sangue per circa un quarto d'ora, in modo da far formare i coaguli che verranno poi eliminati dal liquido. A questo punto il sangue che rimane non coagulerà più ed è pronto per la preparazione del sanguinaccio.
La ricetta richiede:
- Sangue fresco di maiale
- Mosto cotto d'uva (in quantità doppia rispetto al sangue)
- Cannella
- Noci spezzettate

Quindi una volta filtrato il sangue lo si versa in una pentola assieme al mosto cotto e si fa cuocere a fuoco lento mescolando in continuazione. Il composto sarà pronto quando raggiungerà la consistenza di una crema spalmabile. A metà cottura si aggiungono le noci spezzettate e la cannella (quanto basta). Il prodotto deve essere conservato in vasetti tenuti in frigorifero.
Il sapore è dolce e fruttato e le noci danno croccantezza alla crema.

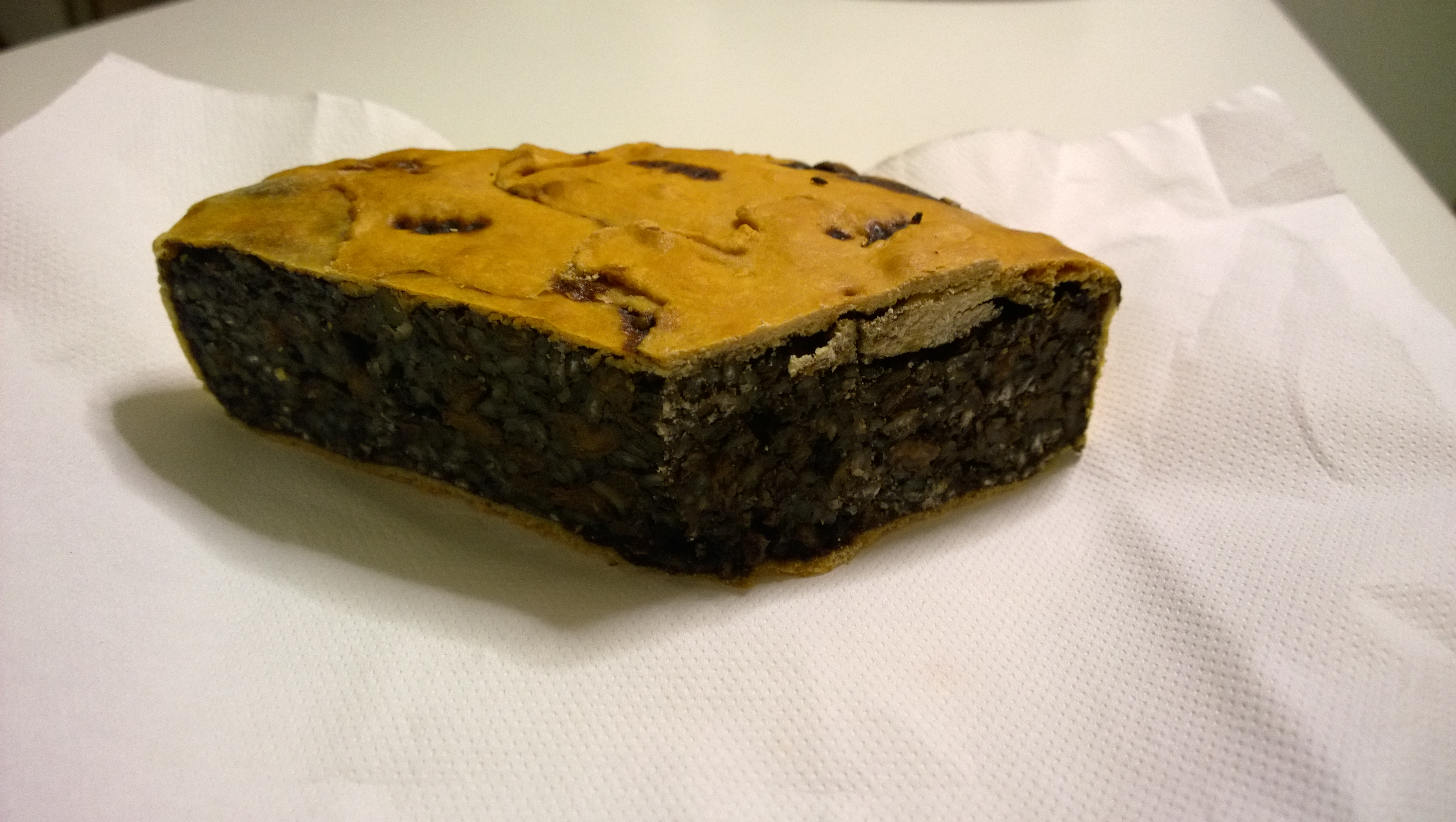
Dolce lucano, tipico del periodo invernale, prevalentemente carnevalesco, durante il quale è macellato il maiale